# Xylocopa strandi
Xylocopa strandi là một loài Hymenoptera trong họ Apidae. Loài này được Dusmet y Alonso mô tả khoa học năm 1924.
Loài này được tìm thấy ở Trung Mỹ và Bắc Mỹ.

## Cước chú
1. ↑  (2008) Integrated Taxonomic Information System (ITIS) Bee Checklist 3 oktober 2008
2. ↑  
"Xylocopa strandi Report". Integrated Taxonomic Information System. Truy cập ngày 25 tháng 9 năm 2019.
3. ↑  
"Xylocopa strandi". GBIF. Truy cập ngày 25 tháng 9 năm 2019.
4. ↑  
"Xylocopa strandi species Information". BugGuide.net. Truy cập ngày 25 tháng 9 năm 2019.